# Цілінь

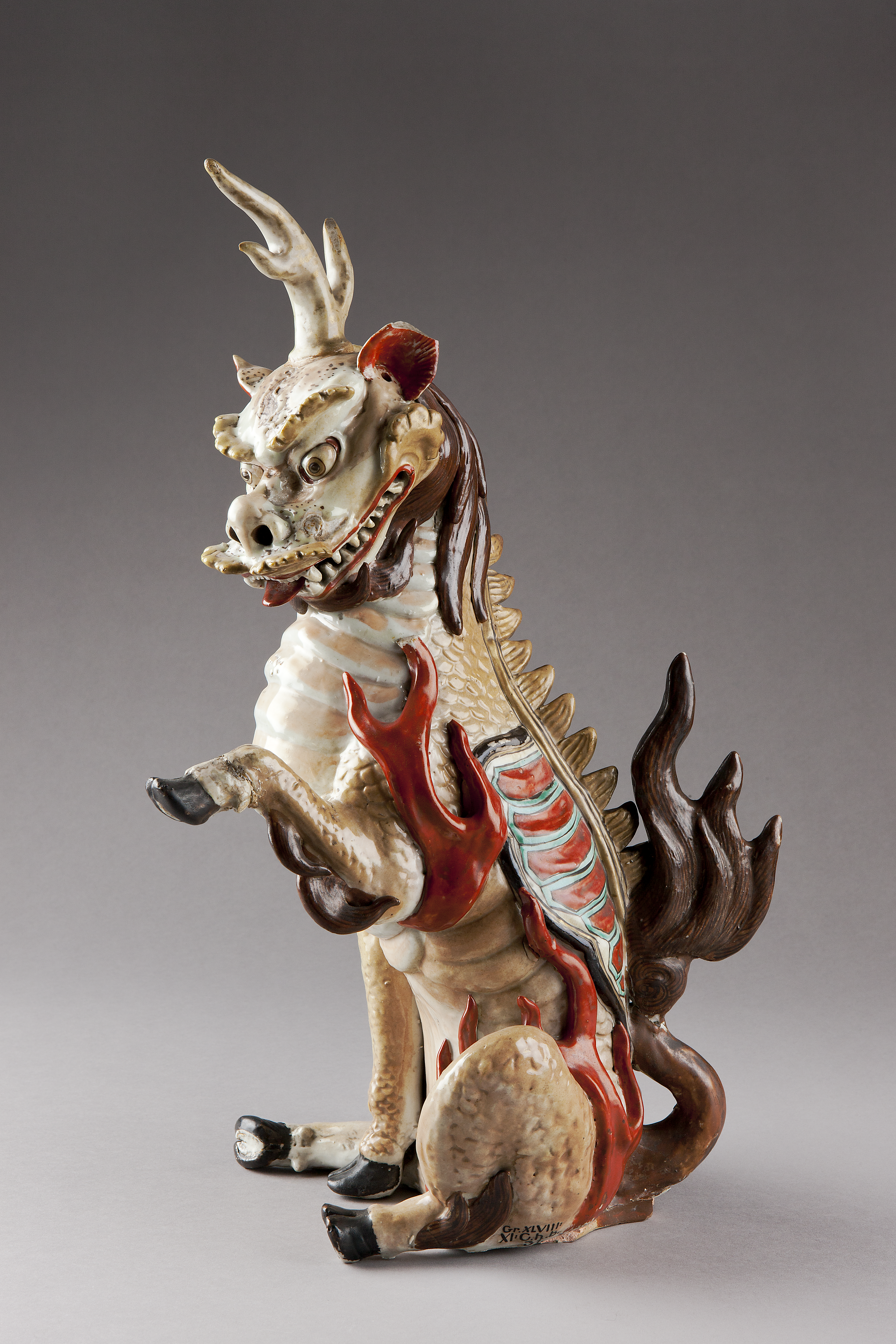
Цілінь-єдиноріг, скульптура бл. 1750 р.

Цілі́нь (іноді помилково Цилінь) (кит. спр. 麒麟, піньїнь: qílín) — в китайській міфології чудесний звір, провісник народження видатних людей, уособлення справедливості. Зображається як кінь чи олень, покритий лускою, що має голову дракона з одним чи кількома рогами. Його іноді включають замість тигра в перелік чотирьох шляхетних китайських тварин поряд з драконом, феніксом і черепахою.

## Образ і заняття

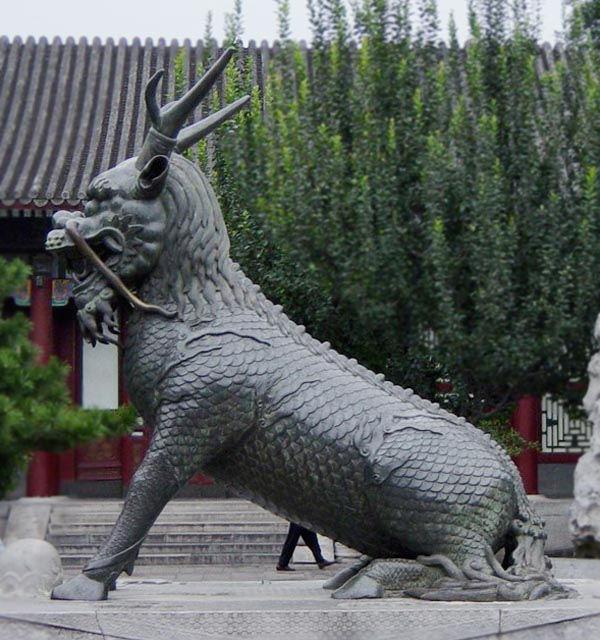
Статуя в Літньому палаці.

Цілінь — химерна істота: зазвичай у нього тіло коня, бика чи оленя, голова дракона, один чи кілька рогів, зелено-блакитна луската шкіра, і коров'ячий хвіст. Замість копит інколи вказуються кігті. Тіло ціліня оточує святе полум'я. Іноді згадується, що його тіло п'яти кольорів, а шия — вовча. Його ріг м'який і не може нікому зашкодити. Живе тисячу чи дві тисячі років, але з'являється людям лише в ті часи, коли державою керують хороші правителі. Також, його поява означає наближення народження видатного правителя чи іншої визначної людини.
Цілінь не шкодить жодній невинній істоті, тому коли пересувається, навіть не торкається трави, а ступає з хмари на хмару, що його оточують. Водночас він може спалити злих і негідних людей.

## Еволюція образу

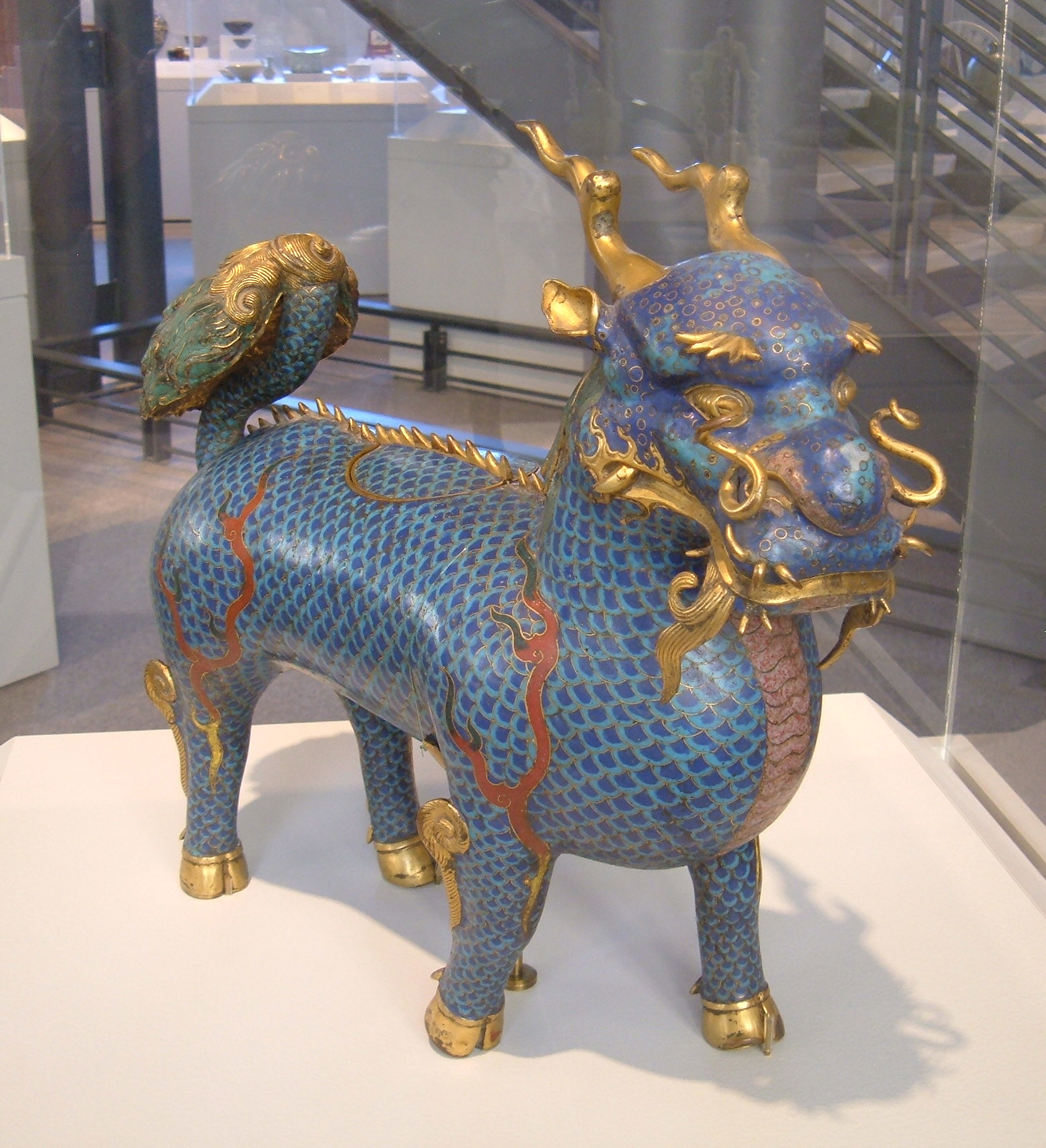
Кадильниця в формі ціліня, XVII—XVIII ст.

Ціліня часто називають китайським єдинорогом, проте під таку характеристику точніше підпадає міфічна тварина жі. За легендою, відомою з часів ранньої династії Хань, в імператора Шуня був міністр правосуддя Гао Яо, котрий коли вагався в своїх рішеннях, звертався до жі — однорогого цапа, що безпомилково буцав рогом винних. Образ цієї істоти міг виникнути на основі реальної тварини саоли, роги якої розташовані близько один від одного. Близько 1 тис. років до н. е. саола зникла з території Китаю. Уявленням про однорогу істоту могла посприяти торгівля з Тибетом, звідки надходили доволі прямі роги антилопи чіру.
Власне цілінь, імовірно, насправді був жирафом. Його здатність ходити, не торкаючись трави, могла виникнути через довгі ноги жирафа, луска — через візерунок шкіри, м'які роги ціліня відповідають справжнім рогам жирафа.
Образ ціліня відомий з V століття до н. е., з часів Конфуція. Імператор Лю Че, згідно літописів, спіймав ціліня в 122 році до н. е., хоча ще історик Сима Цянь скептично ставився до цієї розповіді.
Кам'яні зображення ціліня з'являються в період Пізньої Хань. У джерелах того часу цілінь описується як винятково мирна тварина. Пересуваючись, він не завдає шкоди навіть комахам (почасти нагадуючи образ Агнця в християнській міфології), здатний ходити по воді та літати. Харчується чудесними злаками. Висічений на надгробках цілінь повинен охороняти їх від злих духів, а також проводжати померлих на небеса. В 76-88 роках (династія Хань) палацовий літопис згадує 51 випадок появи ціліня.
У 1414 році, під час відвідування Сомалі, купці з Малінді подарували жирафа китайському адміралу Чжену Хе. Коли Чжен Хе повернувся до Китаю, жирафа розцінили як живого ціліня. Протягом наступних кількох років разом із зеброю та ориксом до Китаю було ввезено ще кілька жирафів.

## У феншуй
У феншуй символізує довге життя, святкування, достаток, радість, знаменитих нащадків і мудрість. Вважається, що талісман у вигляді ціліня, обернений до виходу, привертає удачу та багатство, сприяє вагітності. Талісман ефективніше працює, коли в будинку лунають казки та пісні.